# Joseph O’Connor

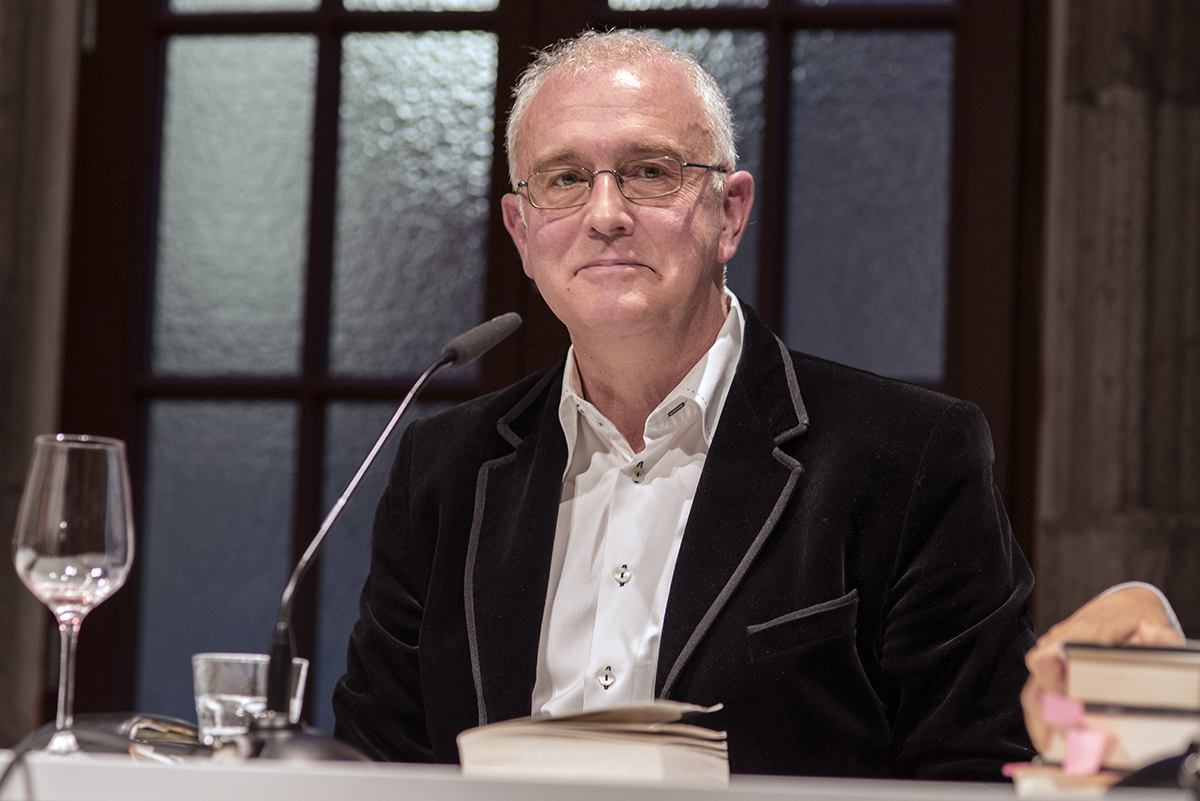
Joseph O’Connor (2015)

Joseph O’Connor (geboren am 20. September 1963 in Dublin) ist ein irischer Schriftsteller.

## Leben und Werk
Joseph O’Connor wurde 1963 in Dublin geboren; eine jüngere Schwester war die Sängerin Sinéad O’Connor (1966–2023). Nach seiner Ausbildung am University College Dublin (UCD) sowie an den Universitäten von Oxford und Leeds war O’Connor zunächst bei einer irischen Sonntagszeitung und beim Esquire als Journalist, Kolumnist und als Kritiker tätig, bevor 1991 bereits sein erster Roman Cowboys and Indians in die Shortlist für den Whitbread Book Award kam. Seitdem hat O’Connor eine Vielzahl von Romanen, Essays und Stücken veröffentlicht, von denen The Secret World Of The Irish Male, eine Sammlung witziger Essays, in Irland ein Bestseller wurde. O’Connor war der ‚Spiritus Rector‘ und Herausgeber von Yeats is Dead!, einem Fortsetzungsroman von 15 irischen Schriftstellern für Amnesty International, mit Beiträgen unter anderem von Roddy Doyle und Frank McCourt, und steuerte 1997 neben Doyle, Enright, Hamilton, Johnston und Tóibín auch einen Beitrag zu Finbar's Hotel von Dermot Bolger bei.
O’Connor lebte in New York, London und für kurze Zeit in Nicaragua, bevor er wieder nach Dublin zog, wo er mit seiner Familie lebt. Seit 2014 ist er Professor für kreatives Schreiben an der Universität von Limerick. Er ist Mitglied von Aosdána.

## Auszeichnungen (Auswahl)
- 1989 – Hennessy First Fiction Award
- 1989 – New Irish Writer of the Year
- 1990 – Time Out Travel Writing Prize
- 2011 – Nominierung (Shortlist) für den Walter Scott Prize mit Ghost Light
- 2012 – Irish PEN Award
- 2019 – Irish Book Award für Shadowplay = „Eason Novel of the Year“[5]
- 2019 – Nominierung (Shortlist) für den Costa Book Award mit Shadowplay[6]

## Werke (Auswahl)

### Romane und Erzählungen
- Cowboys and Indians (Roman, 1991)
- True Believers (Kurzgeschichten, 1991)
- Desperadoes (Roman, 1994)
- The Salesman (Roman, 1998)
- Inishowen (Roman, 2000)
- Star of the Sea (Roman, 2002)
- Redemption Falls (Roman, 2007)
- Ghost Light (Roman, 2010)
- Where Have You Been? (Kurzgeschichten, 2012)
- The Thrill of it All (Roman, 2014)
- Shadowplay Roman; Harvill Secker, London 2019, ISBN 978-1-78730-084-2.
- In meines Vaters Haus / My father's house (Roman, 2023)
- The Ghosts Of Rome. Harvill Secker, London 2025, ISBN 978-1-78730-387-4.

### Essays und Sachliteratur
- Even the Olives are Bleeding: The Life and Times of Charles Donnelly (Biografie, 1993)
- The Secret World Of The Irish Male (Essaysammlung, 1994)
- The Irish Male at Home and Abroad (Essays, 1996)
- Sweet Liberty: Travels in Irish America (Reisebuch, 1996)

### Stücke
- Red Roses and Petrol (1995)
- The Weeping of Angels (1998)
- True Believers (1999)

### Drehbücher oder Vorlagen
- A Stone of the Heart
- The Long Way Home
- Ailsa (1994)
- The Chosen Few (2000)
- Red Roses and Petrol (2003)

### Herausgeber
- Dreams (Anthologie, 2023; hrsg. zus. mit Eoin Devereux und Sarah Moore)[7]

## Werke auf Deutsch
- Cowboy und Indianer. Roman, übers. von Gabriele Haefs. Ammann, Zürich 1994, ISBN 3-250-10218-0.
- Desperados. Roman, übers. von Gabriele Haefs. Ammann, Zürich 1996, ISBN 3-250-10312-8.
- Der Verkäufer. Roman, übers. v. Manfred Allié und Gabriele Kempf-Allié. Ammann, Zürich 1999, ISBN 3-250-10409-4.
- Inishowen Blues. Roman, Fischer, Frankfurt am Main 2001, ISBN 3-10-054010-7.
- Roddy Doyle u. a.: Yeats ist tot! Ein sehr irischer Roman, List, München 2003, ISBN 3-548-60325-4.
- Die Überfahrt. Roman, übers. von Manfred Allié und Gabriele Kempf-Allié. Fischer, Frankfurt am Main 2003, ISBN 3-10-054012-3.
- Wo die Helden schlafen, übers. v. Manfred Allié und Gabriele Kempf-Allié. Fischer, Frankfurt am Main 2009, ISBN 978-3-10-054016-4.
- Irrlicht, übers. v. Manfred Allié. Fischer, Frankfurt am Main 2012, ISBN 978-3-10-054018-8.
- Die wilde Ballade vom lauten Leben. Aus dem Englischen von Malte Krutzsch. S. Fischer, Frankfurt am Main 2015, ISBN 978-3-10-002296-7. (Originaltitel: The thrill of it all).
- In meines Vaters Haus. Aus dem Englischen von Susann Urban. Verlag C. H. Beck, München 2023, ISBN 978-3-406-80684-1. (Originaltitel: My Father‘s House).